# Prix Les Elles de l'art
Le prix Les Elles de l'art était l’un des prix Pratt & Whitney Canada du Conseil des arts de Montréal. Doté d'une bourse de 5000$, il a été remis annuellement de 2007 à 2011 à une artiste et prenait la relève de l'expo-vente d'art Les Femmeuses, qui a pris fin en 2006. À partir de 2012, la remise de ce prix a cessé.

## Description du prix
Ce prix remis annuellement visait à reconnaître le travail d'une artiste montréalaise professionnelle en arts visuels se distinguant dans le domaine de l'art contemporain. Il était accompagné d'une bourse de 5000$.
Les critères d’éligibilité au prix étaient :
- être une femme artiste en arts visuels;
- avoir une pratique professionnelle en arts visuels (peinture, sculpture, estampe, photographie, dessin, illustration, techniques multiples);
- œuvrer dans le domaine de l’art contemporain;
- avoir au moins dix ans de pratique professionnelle;
- avoir présenté des œuvres dans des expositions solos ou collectives;
- être citoyenne canadienne ou résidente permanente du Canada;
- être domiciliée sur le territoire de la région métropolitaine de Montréal.

## Lauréates
- 2007 : Geneviève Cadieux
- 2008 : Sarah Stevenson
- 2009 : Dominique Blain[4]
- 2010 : Raymonde April[5]
- 2011 : Nadia Myre